# Coussarea schiffneri
Coussarea schiffneri là một loài thực vật có hoa trong họ Thiến thảo. Loài này được Zahlbr. mô tả khoa học đầu tiên năm 1923.